# Кубанські татари

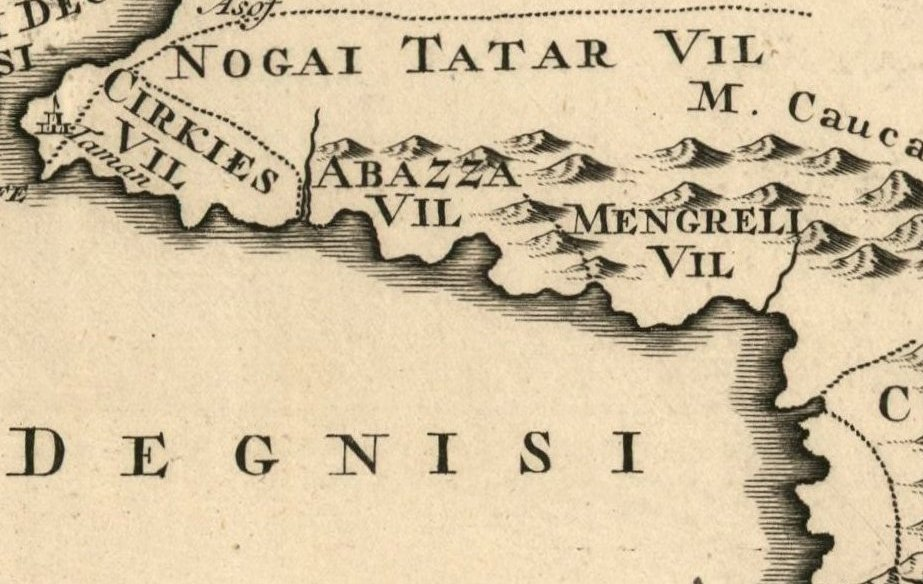
Більш точне найменування народу, який мешкав у XVI—XVIII сторіччях на Кубані (фрагмент карти Османської імперії, 1740 рік).

Кубанські татари, Кубанські ногайці, Кубанці, Ногайські татари — російська назва 16—18 сторіч, що застосовувалася у документах по відношенню до ногайців, так званої Кизиєвої орди (староросійське. Малі Надаі/Нпродаі, Кубанська Орда, азыев/Допрозыевский Улус). Ймовірно, що у російських джерелах цим ім'ям могли називатися й деякі інші тюркські народності, які могли кочувати в цей період на Кубані.

## Використання
Прикладом використання є витяг з листа російської імператриці Катерини II французькому філософу-просвітителю Вольтеру від 22 вересня 1769 року:
|  | Действительно черкесы-горцы присягнули мне в верности. Это те, которые населяют страну, называемую Кабардой, что произошло вследствие победы, одержанной нашими калмыками, при поддержке регулярных войск, над кубанскими татарами — подданными Мустафы, живущими в стране, пересекаемой рекою Кубанью по ту сторону Дона. |

Найменування «кубанські татари» вживалося й в різних словниках, наприклад в статтях Енциклопедичного словника Брокгауза і Ефрона — «Белградський мир», «Кучук-Кайнарджа», «Петровськ, повітове місто Саратовської губернії», «Турецькі війни Росії» та інших. Також його можна зустріти на географічних картах тих часів, зокрема, на карті Чорного моря 1699—1700 років, складеної з урахуванням зйомки і промірів, зроблених російським військовим кораблем «Крєпость»; на рукописної карті Озівського моря 1702 року, зйомка й промір якої проводилися за участю першого російського імператора Петра I.

## Трактування
Тлумачення етноніма, як «малі ногайці», зустрічається у більшості дослідників, наприклад, дає російський державний діяч та історик 2-ї пол. XVIII — 1-ї пол. XIX століть П. Р. Бутков: «…кубанських ж Татар, званих Малий Нагай…» та «Між тим 4 улусу кубанських татар званих Малий Нагай з їх начальниками…». Ще одним свідченням зіставлення «кубанських татар» з Малою ногайською ордою Передкавказзя, може слугувати географічна карта Османської імперії, видана в Амстердамі в 1732 році (перевидана в 1740 році). Вона була однією з перших карт європейською мовою, створених на основі турецьких мап (картограф Абу Бакр ібн Брахама). На ній в регіоні Кубані, де на російських картах того часу відзначені «кубанські татари», використано точнішу назву — «Nogai Tatar Vil».